# فرهنگ کرمه
پادشاهی کرمه یا فرهنگ کرمه یک تمدن اولیه به مرکزیت شهر کرمه در سودان امروزی بود. این قلمرو از حدود ۲۵۰۰ قبل از میلاد تا ۱۵۰۰ قبل از میلاد در نوبه باستان شکوفا شد. فرهنگ کرمه در بخش جنوبی نوبه یا " نوبه علیا " (در بخش‌هایی از سودان شمالی و مرکزی امروزی) قرار داشت و بعدها دامنه خود را به سمت شمال به نوبه سفلی و مرز مصر گسترش داد. به نظر می‌رسد که این شهر یکی از ایالت‌های دره نیل در دوران پادشاهی میانه مصر بوده است. در آخرین مرحله پادشاهی کرمه، که از حدود ۱۷۰۰ تا ۱۵۰۰ قبل از میلاد به طول انجامید، پادشاهی صای را در خود جذب کرد و به یک شاهنشاهی پرجمعیت و قابل توجه و رقیبی برای مصر تبدیل شد. در حدود ۱۵۰۰ قبل از میلاد، خود کرمه در پادشاهی جدید مصر جذب شد، اما شورش‌های جدایی‌خواهانه برای قرن‌ها ادامه یافت. در قرن یازدهم قبل از میلاد، پادشاهی کوش که بیشتر با فرهنگ مصری خو گرفته بود، توانست استقلال این نواحی را کسب کند.

## موقعیت

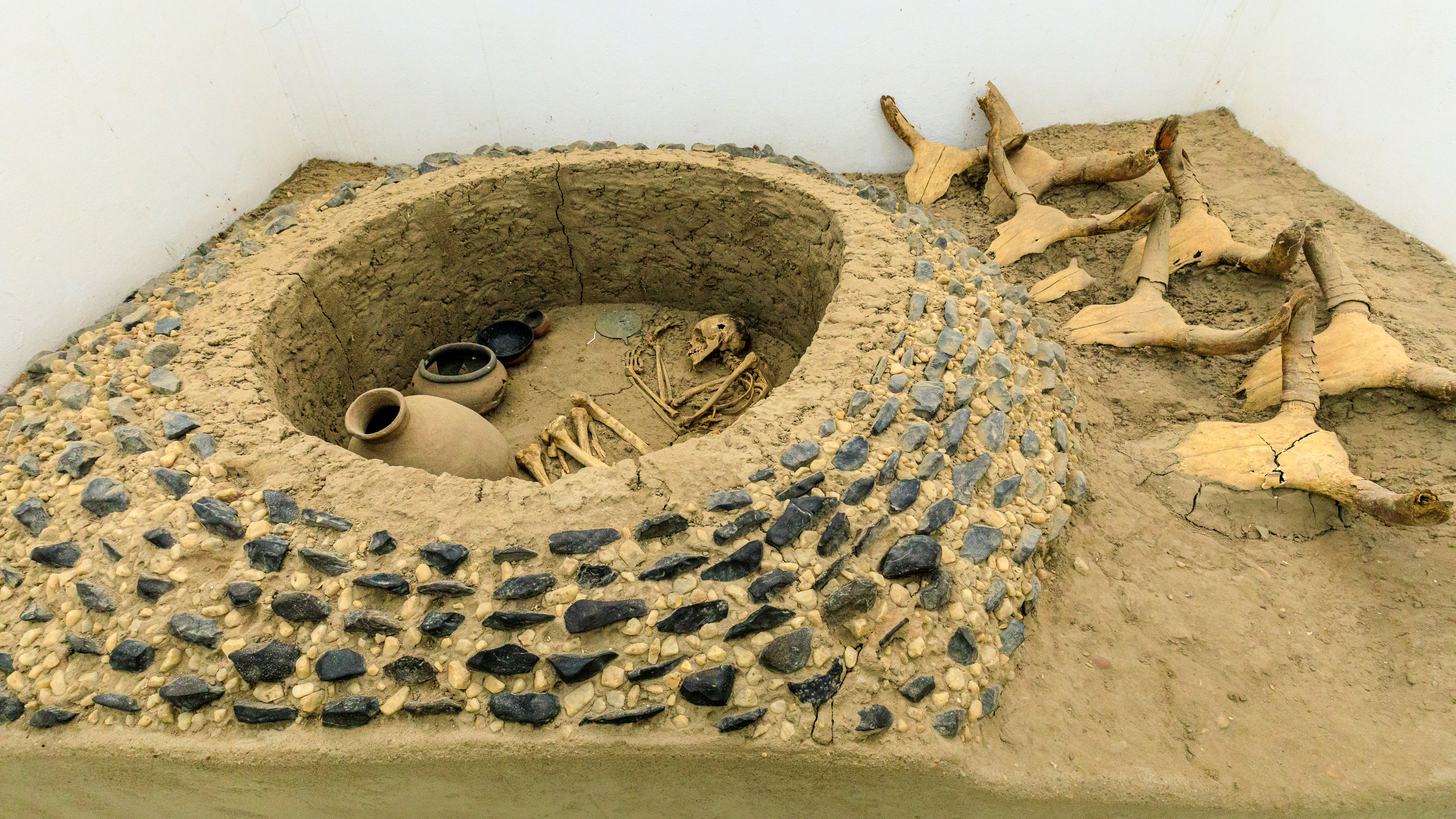
گورپشته کرمه c. ۲۴۵۰ قبل از میلاد، موزه ملی سودان

شهر اصلی کرمه که قلب پادشاهی کرمه را تشکیل می‌دهد یک شهر وسیع و دارای گورستانی متشکل از تومول‌های بزرگ است. سطح ثروت در این مکان نشان دهنده قدرت پادشاهی کرمه بود، به ویژه در دوره میانی دوم که اهالی کرمه مرزهای جنوبی مصر را تهدید می‌کردند.